# Kawin Thamsatchanan
Kawin Thamsatchanan (tiếng Thái: กวินทร์ ธรรมสัจจานันท์, phát âm là [kā.wīn tʰām.sàt.t͡ɕāː.nān]; sinh ngày 26 tháng 1 năm 1990), được gọi đơn giản là Tong (tiếng Thái: ตอง, phát âm [tɔ̄ːŋ]) là một cầu thủ bóng đá chuyên nghiệp đã giải nghệ người Thái Lan.

## Sự nghiệp câu lạc bộ

### Rajpracha
Kawin Thamsatchanan sinh ngày 26 tháng 1 năm 1990 tại Bangkok, Thái Lan. Anh ấy bắt đầu sự nghiệp của mình vào năm 2006 với Raj Pracha, ra mắt lần đầu tiên với đội vào năm 2007.

### Muangthong United
Năm 2008, nhà vô địch giải hạng 3 Thái Lan Muangthong United ký hợp đồng với Kawin ở tuổi 18. Trong mùa giải đầu tiên với Muangthong United, anh đã giành được suất bắt chính ở đội một và giúp câu lạc bộ giành chức vô địch giải hạng 2 mùa đó. Sau khi Muangthong thăng lên hạng Thai League 1 ở mùa giải 2009-2010, Kawin đã cùng đội bóng giành danh hiệu cao nhất hai năm liên tiếp, 2009 và 2010.
Vào tháng 10 năm 2010, Bryan Robson, một huyền thoại của Manchester United và huấn luyện viên trưởng đội tuyển quốc gia Thái Lan vào thời điểm đó, đã nói chuyện với huấn luyện viên thủ môn của United, Eric Steele, đề nghị ông hãy xem Kawin. Tuy nhiên, Kawin bị gãy cổ tay, khiến anh ta phải nghỉ thi đấu trong nhiều tháng, chấm dứt hy vọng được thử việc tại Manchester United.
Vào đầu mùa giải 2013, khi đang thi đấu tại giải Tết Nguyên đán 2013, Kawin đã va chạm với Chris Dickson. Anh bị gãy chân, phải xa sân cỏ 7 tháng. Sau khi trở lại sân cỏ ở trận lượt về giải Thai League, anh bị trật khớp vai và đứt dây chằng trong trận đấu với TOT S.C., kết thúc sớm mùa giải của anh.
Kawin được bình chọn là cầu thủ hay nhất trong trận đấu với Johor Darul Ta'zim của Malaysia tại vòng sơ loại thứ 2 AFC Champions League 2016. Anh đã cản phá cả ba cú đá của cầu thủ Johor trong loạt sút luân lưu.

### OH Leuven
Năm 2018, Kawin hoàn thành việc chuyển đến châu Âu bằng cách gia nhập OH Leuven ở Giải hạng nhất B của Bỉ theo hợp đồng 5 năm. Thỏa thuận được chính thức công bố vào ngày 10 tháng 1 năm 2018. Kawin, người mặc áo số 16, nhanh chóng trở thành thủ môn lựa chọn đầu tiên của Leuven, một vị trí trước đây do Nick Gillekens nắm giữ. Sau màn trình diễn xuất sắc trong trận hòa 1-1 trước KFCO Beerschot Wilrijk, Kawin đã có tên trong đội hình qua 27 trận đấu của ProSenseus League trong tuần cùng với đồng đội Jarno Libert. Vào tháng 10 năm 2018, Kawin bị chấn thương ở chân khiến anh phải ngồi ngoài từ đó.

## Sự nghiệp quốc tế
Kawin đã có lần đầu tiên của mình ra mắt ĐTQG ở King Cup 2010 với Singapore tại tỉnh Nakhon Ratchasima. Sau đó, dưới sự quản lý của HLV Winfried Schafer, Kawin đã được sử dụng thay thế Sintaweechai Hathairattanakool. Anh là thủ môn số 1 của đội tuyển ở AFF Suzuki Cup 2012.
Anh đại diện cho U23 Thái Lan tham dự SEA Games 2013. Kawin là người mang cờ cho Thái Lan trong lễ khai mạc ASIAD 2014, và là đội trưởng của U23 Thái Lan trong giải đấu. Kawin là một trong những cầu thủ quá tuổi được thi đấu ở ASIAD 2014.
Kawin đã cùng đội tuyển Thái Lan đã giành được chức vô địch AFF Suzuki Cup 2014.
Vào tháng 12 năm 2018, đã có thông báo rằng Kawin sẽ thi đấu cho Thái Lan tại Asian Cup 2019. Tuy nhiên, do chấn thương mà anh gặp phải vào tháng 10 khi chơi cho OH Leuven, Kawin đã buộc phải rút lui chỉ 2 tuần trước giải đấu.
Kawin có tên trong danh sách triệu tập của HLV Sirisak Yodyardthai để thi đấu ở King's Cup 2019. Trong trận mở màn gặp Việt Nam, anh đã mắc sai lầm nghiêm trọng trong phút bù giờ cuối cùng của hiệp hai khi bắt bóng không dính sau pha đánh đầu của Nguyễn Anh Đức, để bóng bật ngược lại và đi vào lưới, khiến Thái Lan thua 0-1.

## Thống kê sự nghiệp
Tính đến match played ngày 22 tháng 11 năm 2018
| Câu lạc bộ          | Mùa                 | Giải VĐQG           | Giải VĐQG | Giải VĐQG | Cúp Quốc gia | Cúp Quốc gia | League Cup | League Cup | Giải châu lục | Giải châu lục | Tổng cộng | Tổng cộng |
| Câu lạc bộ          | Mùa                 | Cấp độ              | Trận      | Bàn       | Trận         | Bàn          | Trận       | Bàn        | Trận          | Bàn           | Trận      | Bàn       |
| ------------------- | ------------------- | ------------------- | --------- | --------- | ------------ | ------------ | ---------- | ---------- | ------------- | ------------- | --------- | --------- |
| Rajpracha           | 2006                | Thai League 4       | 16        | 0         | 0            | 0            | 0          | 0          | 0             | 0             | 16        | 0         |
| Muangthong United   | 2013                | Thai Premier League | 2         | 0         | 0            | 0            | 0          | 0          | -             | -             | 2         | 0         |
| Muangthong United   | 2014                | Thai Premier League | 35        | 0         | 0            | 0            | 0          | 0          | 0             | 0             | 35        | 0         |
| Muangthong United   | 2015                | Thai Premier League | 29        | 0         | 5            | 0            | 1          | 0          | -             | -             | 35        | 0         |
| Muangthong United   | 2016                | Thai Premier League | 29        | 0         | 1            | 0            | 2          | 0          | 2             | 0             | 34        | 0         |
| Muangthong United   | 2017                | Thai Premier League | 26        | 0         | 2            | 0            | 5          | 0          | 6             | 0             | 39        | 0         |
| OH Leuven           | 2017–18             | First Division B    | 8         | 0         | 0            | 0            | —          | —          | 0             | 0             | 8         | 0         |
| Tổng cộng sự nghiệp | Tổng cộng sự nghiệp | Tổng cộng sự nghiệp | 146       | 0         | 8            | 0            | 8          | 0          | 8             | 0             | 170       | 0         |

### Quốc tế
Tính đến 29 tháng 3 năm 2022
| Đội tuyển quốc gia | Năm       | Trận | Bàn |
| ------------------ | --------- | ---- | --- |
| Thái Lan           | 2009      | 2    | 0   |
| Thái Lan           | 2010      | 7    | 0   |
| Thái Lan           | 2011      | 3    | 0   |
| Thái Lan           | 2012      | 12   | 0   |
| Thái Lan           | 2013      | 1    | 0   |
| Thái Lan           | 2014      | 9    | 0   |
| Thái Lan           | 2015      | 6    | 0   |
| Thái Lan           | 2016      | 16   | 0   |
| Thái Lan           | 2017      | 5    | 0   |
| Thái Lan           | 2018      | 3    | 0   |
| Thái Lan           | 2019      | 3    | 0   |
| Thái Lan           | 2021      | 2    | 0   |
| Thái Lan           | Tổng cộng | 69   | 0   |